# Sampaio Bruno
José Pereira de Sampaio (30 de novembro de 1857 – 11 de novembro de 1915), de pseudónimo Bruno (do nome de Giordano Bruno) e Sampaio Bruno para a posteridade, foi um escritor, ensaísta e filósofo portuense e figura cimeira do pensamento português do seu tempo. É considerado o fundador da Filosofia Portuguesa.

## Biografia
Seu pai era maçom e proprietário duma padaria na Rua do Bonjardim, no Porto, que o filho viria a herdar. O racionalismo deísta e as ideias liberais foram as influências dominantes na formação do seu pensamento. Combatente pelo ideário republicano, Sampaio Bruno integraria o Directório do Partido Republicano Português - PRP. Fundou vários semanários portuenses (O Democrata, O Norte Republicano) bem como o diário A Discussão e colaborou nas revistas Galeria Republicana (1882-1883) e Serões (1901-1911). Com Antero de Quental e Basílio Teles elaborou os estatutos da Liga Patriótica do Norte, no seguimento do ultimato britânico de 1890. Participou na malograda Revolta republicana de 31 de Janeiro de 1891, de cujo Manifesto foi redactor, exilando-se depois em Paris com João Chagas. Em França sofreu a influência de uma série de personalidades, como o futuro pioneiro da aviação Santos Dumont, os socialistas Benoît Malon e Jules Guesde, os poetas Paul Verlaine e António Nobre. A depressão que o afectou no exílio parisiense pode ter contribuído para encaminhar a sua pesquisa no sentido do misticismo e do esoterismo, mergulhando na literatura gnóstica de inspiração judaica, na cabala e na ideologia maçónica. 
Regressando a Portugal em 1893, publicou então as Notas do Exílio. Em 1898 publicou O Brasil Mental, em que desenvolveu a sua crítica ao positivismo comteano iniciada vinte anos antes. Nessa obra afirmava a dado passo: «Carece-se de uma filosofia mais inexacta e menos terrestre». Em 1902, ano em que também publicou A Ideia de Deus, teve uma grave desavença com Afonso Costa, abandonando então definitivamente a militância no PRP, mas continuando como publicista ligado a um republicanismo independente e crítico, que pretendia aprender com os erros da República brasileira. Em 1909 foi nomeado director da Biblioteca Pública Municipal do Porto, cargo que manteve após a Proclamação da República (Revolução de 5 de Outubro de 1910), até à sua morte precoce em 1915, no seguimento duma intervenção cirúrgica tardia a uma hidrocele. 
O seu pensamento filosófico, de crescentes contornos esotéricos (revelados nomeadamente nas notas críticas sobre as profecias de Bandarra — Porto, 1901 — e na obra O Encoberto, de 1904) e em afastamento progressivo do racionalismo da juventude, conservaria porém sempre os traços deístas, anticlericais, progressistas na esfera social, que recebeu da forte componente iluminista na sua formação. O pensamento de Sampaio Bruno influenciaria profundamente Fernando Pessoa, que ainda chegou a corresponder-se com o intelectual portuense, enviando-lhe em 1915 o primeiro número do Orfeu, pedindo-lhe uma opinião.